# Paul Vitzthumb
Paul Vitzthumb (1751-1838) was een Brussels tekenaar en schilder van wie weinig meer bekend is dan zijn naam en zijn werk. Met een magnifieke precisie heeft hij het vroegere uitzicht van de stad vastgelegd.

## Leven
Volgens Louis Hymans was Paul Vitzthumb paukenist in het orkest van de Muntschouwburg, waar zijn vader Ignaz Vitzthumb tot 1791 maître de musique was geweest.

## Werk
Gedurende een halve eeuw, ruwweg van 1780 tot 1830, dwaalde Paul Vitzthumb door Brussel en omstreken om met potlood of penseel de monumenten en pittoreske plaatsen te schetsen. Dankzij lithografische reproducties van onder meer Guillaume Philidor Van den Burggraaff en Alexandre Boëns kende zijn werk vanaf 1820 enige verspreiding.

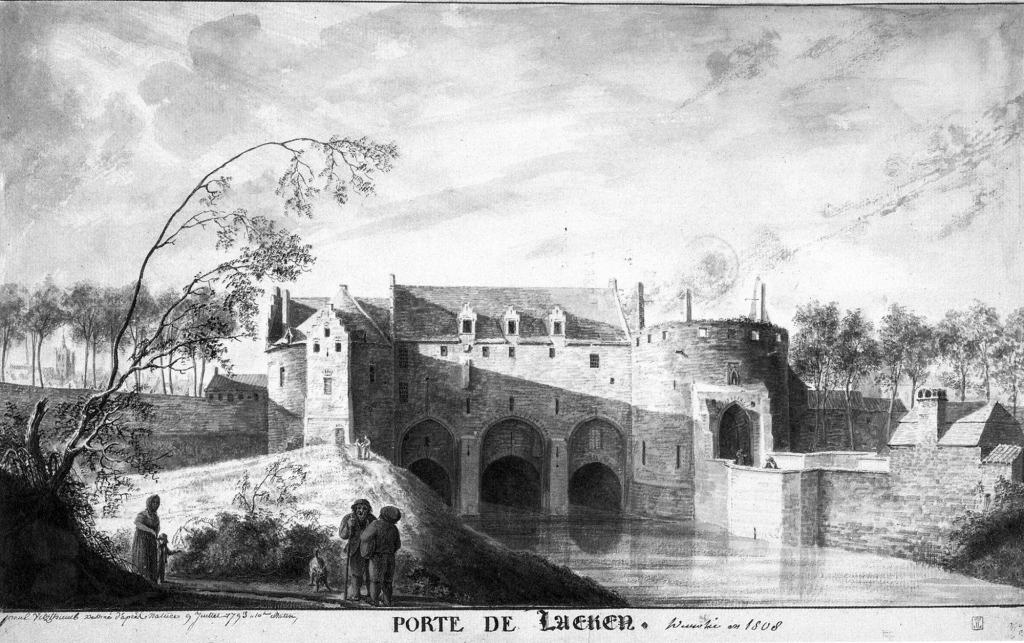
Lakense poort (1793)
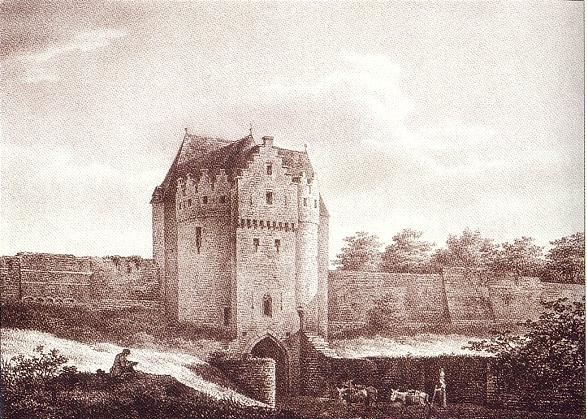
Schaarbeekse poort
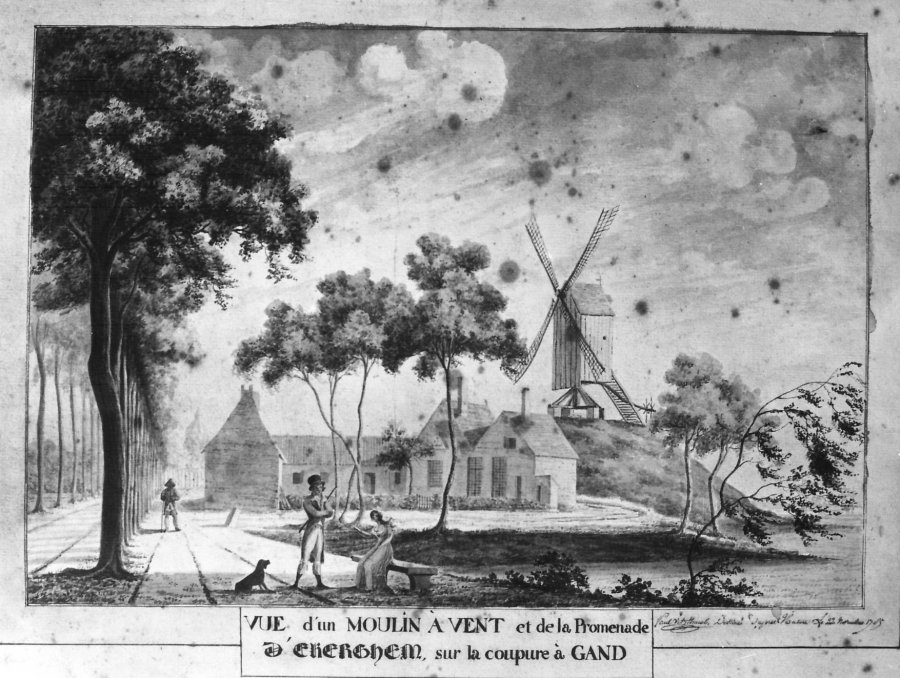
Gentse Coupure (1785)
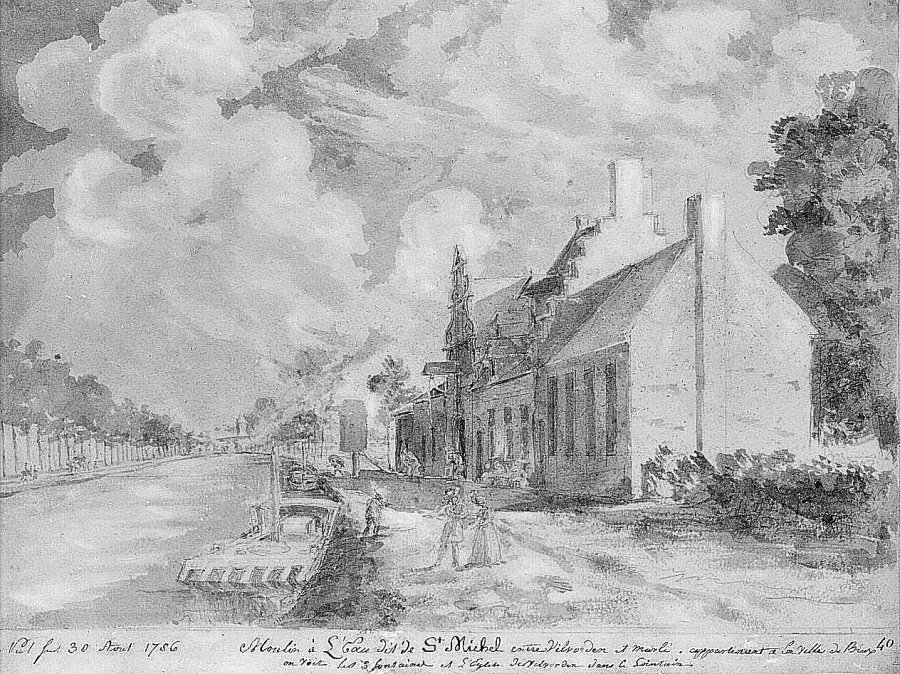
Neder-over-Heembeek (1785)
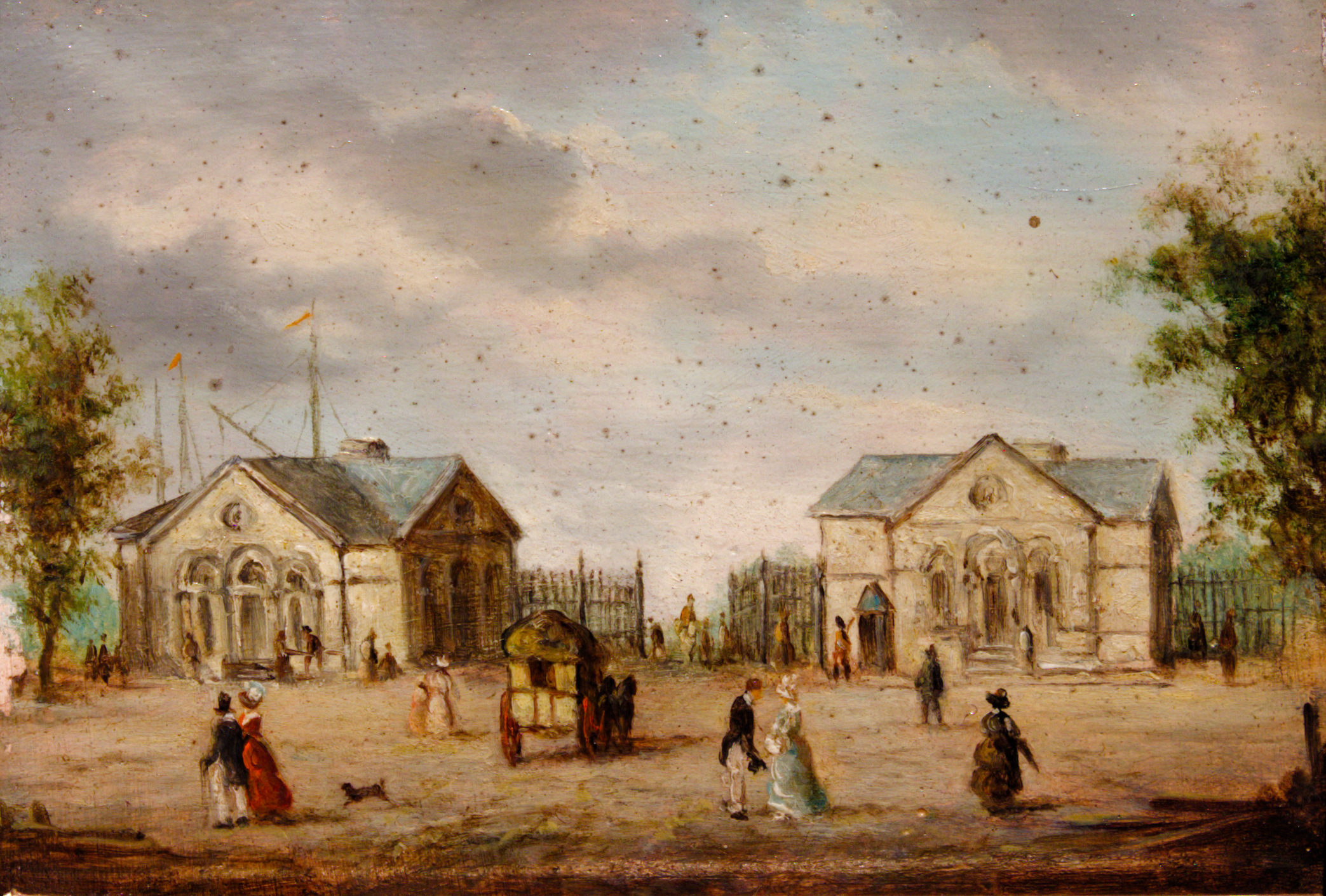
Kruidtuin (1828)

## Verdere lotgevallen van de collectie
Na zijn dood liet Vitzthumb twee albums met tekeningen en aquarellen na aan zijn huisbazin. Ze woonde met haar echtgenoot-bloemist in de voorsteden van Brussel en stond gekend als "de dochter van maarschalk Masséna". Om niet nader gekende redenen schonk ze de albums aan belastingontvanger Alfred La Fontaine. Deze ging werken bij de Nationale Bank van België en kreeg er op een dag de gelegenheid om de collectie te tonen aan minister Jules Malou. Malou was onder de indruk en liet La Fontaine beloven om de albums aan de Koninklijke Bibliotheek van België te schenken. Als aansporing deed Malou hem een zeldzame Mercatorglobe cadeau.
La Fontaine kwam zijn belofte na en op 2 maart 1877 kon minister August Beernaert de werken overhandigen aan de bibliotheek. Louis Hymans liet de belangrijkste prenten fotograferen en natekenen voor zijn opus Bruxelles à travers les âges (1883-85).
In 2016 heeft de Koninklijke Bibliotheek van België de collectie digitaal ontsloten.

## Voetnoten
1. ↑  Véronique Van de Kerckhof (2000), Le peintre et l'arpenteur. Images de Bruxelles et de l'ancien duché de Brabant, blz. 121
2. 1 2  Louis Hymans (1884), "Paul Vitzthumb", in: Eugène Véron (red.), L'Art. Revue bi-mensuelle illustrée, deel XXXVI (Parijs: M.J. Rouam), blz. 187-190 - Lees op Uni Heidelberg
3. ↑  Jean-Marie Duvosquel, Jean Houssiau en Christophe Loir (2005), "Conserver par l’image le souvenir des quartiers et des monuments détruits. Le cas bruxellois (1695-1910)", in: Alexis Wilkin e.a. (red.), La destruction dans l’histoire. Pratiques et discours, blz. 293-297